# 甜心大話王
《甜心大話王》（英語：The Importance of Being Earnest）是一部2002年的英國喜劇片，由奥利弗·帕克執導，哥連·費夫、路柏·艾弗烈、麗絲·韋花絲潘及法蘭絲·奧歌娜等主演。電影改編自奥斯卡·王尔德著名諷刺風俗喜劇《不可兒戲》，以維多利亞時代的英國為背景，描述兩名倫敦紳士結為好友後，各自找到真愛的故事。

## 劇情
詳見《不可兒戲》。

## 演員
- 路柏·艾弗烈 飾 Algernon Moncrieff
- 哥連·費夫 飾 Jack Worthing/Ernest
- 法蘭絲·奧歌娜（英语：Frances O'Connor） 飾 Gwendolen Fairfax
- 麗絲·韋花絲潘 飾 Cecily Cardew
- 茱迪·丹芝 飾 Lady Bracknell
- 湯·韋堅遜 飾 Dr Chasuble
- Anna Massey 飾 Miss Prism
- 愛德華·福克斯 飾 Lane
- Patrick Godfrey 飾 Merriman

## 參注
1. ↑  Films of 2002, by total gross

## 外部連結
- 官方网站
- 互联网电影数据库（IMDb）上《甜心大話王》的资料（英文）
- AllMovie上《甜心大話王》的资料（英文）
- 爛番茄上《甜心大話王》的資料（英文）
- Where Did They Film that? （页面存档备份，存于） The Importance of Being Earnest